# Pecteilis gigantea
Pecteilis gigantea är en orkidéart som först beskrevs av James Edward Smith, och fick sitt nu gällande namn av Constantine Samuel Rafinesque. Pecteilis gigantea ingår i släktet Pecteilis och familjen orkidéer. Inga underarter finns listade i Catalogue of Life.